# Балка Кошарна
Балка Кошарна — балка (річка) в Україні у Амвросіївському районі Донецької області. Ліва притока річки Сухий Яланчик (басейн Азовського моря).

## Опис
Довжина балки приблизно 8,41 км, найкоротша відстань між витоком і гирлом — 7,26 км, коефіцієнт звивистості річки — 1,16. Формується декількома балками та загатами.

## Розташування
Бере початок на південно-західній стороні від села Мокроєланчик. Тече переважно на південний захід через село Кошарне і у селі Улянівське впадає у річку Сухий Яланчик, праву притоку річки Мокрого Яланчика.

## Цікаві факти
- У XX столітті на балці існували молочно-тваринна ферма (МТФ), водокачка та декілька газових свердловин[2].